# 미디어공공성포럼
미디어공공성포럼은  200여 명의 언론학자들이 참여하여  2008년 9월5일에 창립한  언론 학술단체이다. 참여하고 있는 언론학자들의 투표로 미디어 공공성 유지와 미디어를 통한 사회공공성 강화에 기여한 기사, 프로그램, 개인, 단체를 선정해 그 공로를 격려하고자 '미디어 공공성 포럼 언론상'을 제정하였다.

## 미디어공공성포럼 언론상
| 연도                                  | 수상자 | |
| ------------------------------------- | --- | --- |
| 2010년 1회                            | <프레시안> 경제팀 | 삼성 반도체 노동자의 백혈병 문제를 지속적으로 다뤄 사회문제화 |
| 2010년 1회                            | 반도체 노동자의 건강과 인권지킴이 반올림 | |
| 2010년 1회                            | MBC <PD수첩>팀 | '4대강', '천안함', '스폰서와 검사' 등의 사회 문제 |
| 2010년 1회                            | 최상재 전국언론노조 위원장 | 미디어법 투쟁이 불법 파업이었다는 이유로 징역 1년 6개월에 집행유예 2년 판결 |
| 2010년 1회                            | 김용진 KBS 울산방송국 기자 | G20 정상회의 과잉 보도 문제점을 지적했다 징계 |
| 2011년 2회                            | <시사인> 주진우 기자 | 내곡동 MB사저 부지 매입을 연속 보도하여 권력핵심부에 대한 감시기능을 올바로 수행함으로써 미디어공공성을 구현 |
| 2011년 2회                            | 인터넷 라디오방송 <나는 꼼수다> | 대부분의 제도언론이 외면해온 의제들을 적극적으로 쟁점화함은 물론, 기존의 주요 의제들에 대한 재해석을 통해 여론의 흐름을 변화시키는 등 대안언론의 역할을 훌륭히 수행 |
| 2011년 2회                            | 전국언론노동조합 부산일보지부 | 지배구조 개선 및 제2의 편집권 독립운동'을 진행 |
| 2012년 3회                            | 뉴스타파 | 지상파 방송 3사 등에서 외면한 4대강 사업, 민간인 불법사찰, 삼성반도체 노동자 등에 주목해 대안 언론으로서의 기능을 충분히 수행 |
| 2012년 3회                            | 전국언론노조 문화방송본부 | 2012년 상반기 170일 동안 총파업을 진행하며 언론자유와 미디어 공공성을 지키기 위해 혼신의 노력 |
| 2012년 3회                            | 전국언론노조 KBS본부 리셋 KBS 뉴스9팀 | 2008년부터 2010년까지 3년 동안 국무총리실 공직윤리지원관실의 민간인 사찰 보고서를 단독 입수해 실체를 공개해 미디어 공공성을 구현 |
| 2012년 3회                            | 노종면 전 전국언론노조 YTN지부 위원장 | 이명박 정부 출범 첫 해 낙하산 사장에 반대하다 해직됐음에도 트위터 등의 공간에서 수많은 1인 미디어를 결집해 집단 미디어라는 새로운 형식의 ‘용가리 통뼈뉴스’를 운영하며 끊임없이 진실을 알리려 노력 |
| 2012년 3회                            | 최성진 한겨레신문 기자 | 2012년 10월13 ~ 10월15일 ‘최필립 정수장학회 이사장과 이진숙 <문화방송> 기획홍보본부장 비밀회동’ 및 ‘정수장학회의 언론사 지분 매각 추진 대화록’을 단독 보도함으로써 밀실에서 추진된 공적 재산 매각 계획을 무산시키는 등 미디어 공공성 구현에 크게 기여 |
| 2013년 4회                            | <뉴스타파> 조세회피처 프로젝트 | 2013년 5월 22일부터 9차례에 걸쳐 조세회피처에 페이퍼컴퍼니를 설립한 한국인 명단을 공개해 역외탈세의 실체를 드러내 보였고, 조세당국이 1조원이 넘는 국부 유출을 적발할 수 있게 하는 단초를 제공했다”며 ‘국민의 알 권리 신장’, ‘조세정의 실현’에 기여한 ‘전형적인 탐사보도’로 평가 |
| 2013년 4회                            | <한겨레신문> 정환봉 기자 | 국정원 직원이 ‘오늘의 유머’ 커뮤니티에 올린 글, 원세훈 전 국정원장의 ‘지시 강조 말씀’ 등 국정원 대선개입 관련 특종은 국가정보기관의 대선 및 정치개입의 실체를 끈질기게 파헤쳐 미디어 공공성 구현에 크게 기여 |
| 2013년 4회                            | <한국일보> 비상대책위원회 | ‘불법·부당한 편집국 인사’, ‘불법적 직장폐쇄’, ‘근로제공 확약서 서명 강요’, ‘짝퉁 <한국일보> 발행’ 등 언론사에서 유례를 찾아보기 힘든 모습을 보여준 <한국일보> 사측에 맞서 싸운 비대위가 “편집권 독립 및 언론 자유를 위해 투쟁해 <한국일보>를 정상화시키는 데 크게 기여 |
| 2013년 4회                            | SBS <그것이 알고 싶다> 소형석 PD | 두 차례나 사학비리로 처벌받은 이홍하 서남대 설립자가 교비 횡령으로 또 다시 구속 수감된 지 69일 만에 병 보석으로 풀려난 배경을 심층 취재해 ‘인맥과 자본’이 법질서를 어떻게 무력화시키는지 고발한 ‘VIP 병동 1108호의 비밀-그가 휠체어를 탄 이유’를 제작한 소형석 PD |
| 2014년 5회                            | JTBC 세월호 특별취재팀(주정완·손용석·박성훈·강신후·이지은·한윤지·김관·서복현·박소연 기자) | 세월호 참사를 바라보는 사회적 문제의식을 끈질기고 치열한 보도를 통해 일관되게 보여줬다”며 “세월호 참사에 대한 다수의 특종을 이끌어 내는 한편 유가족과 국민의 신뢰를 받음으로써 저널리즘의 원칙을 지키는데 기여 |
| 2014년 5회                            | 뉴스타파 국정원 간첩조작 연속보도팀 | 1년 이상의 다각적이고 종합적인 추적 보도를 통해 국가기관이 한 개인을 간첩으로 조작하기 위해 거짓 증언을 유도하고 다른 나라의 공문서를 위조하는 등 불법행위를 자행한 사실을 밝혀내는 것은 피해자의 인권을 보호함과 아울러 사법 질서를 뒤흔든 국정원 간첩 조작 사건의 진실을 밝히는 탐사보도의 전형을 보여줬다 |
| 2014년 5회                            | KBS 인사검증TF팀(이병도·정수영·김귀수·김연주·홍성희 기자) | 문창극 전 국무총리 후보자의 ‘역사인식 논란'’ 보도 등 고위공직자의 검증 보도를 주도하고 청와대 인사검증 시스템의 문제 표출 |
| 2014년 5회                            | 경향신문 ‘양극화-문제는 분배다’취재팀(오창민·박병률·이주영·홍재원·이윤주·임지선·조미덥·이재덕·김한솔·김경학·손제민 기자)                                                                                      | 소득 분배의 편중에 따른 빈부격차 확대 문제를 심층 분석하고 대안까지 제시하여 저널리즘 가치 실현 |
| 2015년 6회                            | JTBC드라마 <송곳>(연출: 김석윤, 극본: 이남규·김수진, 원작: 최규석) | 드라마라는 형식을 넘어 어느 보도 못지않게 저널리즘 역할을 잘해낸 작품이며 노동자들의 권리와 노동조합의 역할, 왜곡된 노동현실에 대한 인식을 일깨워졌다 노동법과 제도 개정을 둘러싸고 정치 사회적 갈등이 매우 첨예함에도 보수 언론들은 오로지 정부 여당 기업의 입장을 일방적으로 전달해 실상이 정확히 전달되지 않고 있는 현실이며 이 가운데, 드라마 <송곳>이 가지는 의미는 매우 크다고 할 수 있다 노동 문제에 대한 편견을 바로 잡을 계기를 제공했다는 점에서 어떤 보도보다도 더 공공적 의제를 잘 제시했다 |
| 2015년 6회                            | 뉴스타파 <친일과 망각> 4부작 시리즈(기획: 김용진, 취재연출: 박중석·심인보·송원근·최윤원) | 친일파의 자손들이 여전히 우리 사회 주류 곳곳에 자리 잡고 있다는 지적이 새삼스러운 것은 아니다 하지만 이 프로그램은 구체적이고 실증적인 방식으로 밝혀냈다는 점에서 의미가 있다 취재하기 쉽지 않은 주제를 8개월이라는 긴 시간 동안 끈질기게 취재해 새로운 사실을 발굴해냄과 동시에 ‘우리 곁의’ 친일파 후손에 대한 사회적 공론을 불러일으키며 상당한 파급 효과를 만들어 냈다 특히, 일제 잔재를 위안부 문제로 축소 한정하려는 움직임과 친일의 역사, 독재의 역사를 지우려는 교과서 국정화 시도가 이어지는 상황에서 친일청산 문제에 대한 공론화와 사회적 공감은 대단히 시의적절했다 |
| 2015년 6회                            | 한겨레 <MB 31조 자원외교 대해부>(취재 : 류이근·김정필·임인택·최현준) | 자원외교 사안에 얽힌 정경유착의 고리를 쟁점화함으로써 한국사회 지도층의 부패와 비도덕의 문제, 책임자의 규명 등을 부각시켰다”는 점에서 높은 평가를 받았다. 미디어공공성포럼 언론상 심사위원회는 “자원외교라는 이름으로 진행된 정경유착과 비리는 그간 숱한 의혹이 제기됐고 국정감사에서도 다뤄졌지만 정치적 공방만 이어지다가 흐지부지됐다 부실과 비리의 복마전으로 엄청난 국가적 손실이 있었지만 워낙 해외에서 일어났고 비밀리에 추진된 사업들이 많아 구체적인 모습이 베일에 가려져 있었다. 특히, 거래와 계약 조건 등 그 과정이 복잡하게 얽혀 있었다 취재팀의 치열한 문제의식과 집요한 노력이 없었다면 MB 정권의 전방위적인 국고 탕진 행위는 의혹 속에 묻혀버렸을 가능성이 크다. 탐사 취재의 전형적인 보도라 할만 하다” |
| 2015년 6회                            | 경향신문 <허기진 군상>(취재: 정제혁 팀장 및 구교형·박용필·선명수·백철·이혜리·김지원·김상범·배장현·김서영) | 신자본주의 사회에서 비인간적인 삶으로 내몰리고 있는 다양한 사람들의 군상을 밝혀 형상화했다는 점이 돋보인다 청년과 노인, 외국인 노동자들이 주변부로 내몰리는 삶을 구체화한 창작성이 매우 높은 작품이라 할 수 있다 한국사회를 살아가고 있는 시민들의 피폐한 삶에 대해 구조적 접근과 역사적 접근까지도 접목했다. 2015년 한국사회의 단면들을 잘 담아냈다 |
| 2016년 7회                            | 한겨레 <최순실 국정농단 보도>, '최순실 게이트' 특별 취재팀(김의겸 선임기자, 류이근·송호진·하어영·방준호 기자)                                                                                                 | <한겨레신문>은 9월 20일 최초로 미르-k스포츠 재단과 최순실씨의 연결고리를 밝혀냈다. 이 보도는 박근혜-최순실 국정농단의 실체를 드러내는 문을 열었을 뿐 아니라 현장을 낱낱이 뒤지면서 의혹의 실체를 찾아간 탐사보도의 전형을 보여주었다. 비선 실세인 최순실씨가 재단 설립과 운영에 깊숙이 개입한 정황을 드러냈고, 이후 특종보도를 이어가며 재단의 설립과정과 배경, 주체, 인적 구성 그리고 운영에 이르기까지 숱한 의혹을 지속해서 제기하였다. 한겨레신문의 보도는 운 좋게 문건을 발견하거나 관련자의 제보에 의한 특종과는 달랐다. 작은 단서라도 찾기 위하여 주변을 샅샅이 뒤지고 목격자들을 찾아다녔다. 그리고 사건의 조각들을 맞추어 진실을 구성하였다는 점에서 “기사는 발로 쓴다”는 탐사보도의 전형을 보여주었다. 다른 언론의 외면 속에서도 한겨레의 외롭지만 끈질긴 보도로 의혹은 점점 퍼져서, 시민들은 #그리고 최순실은? 등의 해시태그로 이슈를 이끌어갔다. |
| 2016년 7회                            | JTBC <최순실 국정농단 보도>, '최순실 게이트' 특별 취재팀(손용석·서복현·심수미·김태영·박병현·김필준 기자) | <JTBC>는 10월 24일 최순실씨 태블릿PC 보도로 이 사안이 단순한 권력형 비리 정도가 아니라 국정농단이라는 실상을 생생하게 보여주었다. 이어진 보도를 통해 국정농단의 몸통이 박근혜 대통령이라는 실체를 국민에게 알렸고, 이후 국면전환용 대통령의 담화에 담긴 거짓과 정치적 의도를 치밀하게 반박하며 새로운 진실을 밝혀냈다. 흥분하거나 선동하지 않고 오로지 사실에 기초를 두고 진실을 찾아가는 JTBC의 보도는 온갖 추측과 상상으로 부풀리거나 자극하면서 상업적 행태를 보이는 일부 언론과는 달리 냉철하게 취재를 바탕으로 국민적 신뢰를 더욱 높였다. JTBC는 감추어진 의혹들을 새롭게 추적 발굴하여 국정농단의 실체적 진실을 만천하에 드러냈고, 박근혜 대통령이 국정 농단의 몸통임을 밝히면서 사안의 의미와 프레임을 전환했다. 뿐만 아니라 지엽적·선정적인 보도를 지양하고 사안의 본질을 중심으로 한 품격 높은 저널리즘을 구현하고자 하였다. JTBC의 보도는 박근혜 정권에 대한 시민적 분노를 촉발하여 시민혁명이라는 민주주의의 새로운 역사를 끌어내는데 결정적으로 기여한 보도라고 할 것이다. |
| 2016년 7회                            | 뉴스타파 <조세도피처의 한국인들 2016>, 취재팀(심인보·이유정·정재원·최윤원·한상진·김성수·조현미·김수영·김남범 기자)                                                                                            | 한국 사회에서 가진 자들은 온갖 편법과 탈법으로 국민적 의무를 벗어나려 했다. 병역과 납세의 의무는 국민의 가장 기본적 의무이며 국가 운영의 초석이다. 그런데 입으로는 애국을 그토록 강조하던 사회 기득권 세력이 기본 의무는 어떻게든 지키지 않으려 한다는 의혹이 꾸준히 제기되어 왔다. 역외 탈세는 국부의 해외 유출일 뿐만 아니라 공평 과세와 조세정의를 유린한다는 점에서 국민적 분노를 자아내는 사안이다. 뉴스타파의 <조세도피처의 한국인들>은 그 생생한 단면을 드러낸 보도이다. 그동안 막연하게 제기되어 왔던 의혹의 실체를 국민에게 생생하게 알렸다는 점에서 큰 의미가 있다. 세계 수많은 사람의 명단이 뒤섞여 있는 자료에서 신분을 감추기 위해 주소나 이름을 바꾸기까지 한 한국인들을 찾아내는 작업은 절대 쉽지 않았을 것이다. 다양한 자료와 조사, 취재를 통하여 실체적 사실에 접근하려 하였다. 뉴스타파의 이 보도는 대기업 광고로부터 자유로운 독립 언론이 다른 언론사와 어떻게 차별화될 수 있는지를 잘 보여주었으며, 국제화 시대에 국제탐사보도언론인협회(ICIJ)와 함께 자료를 공유하고 분석하면서 언론의 국제 공조의 힘, 디지털 시대 데이터 저널리즘의 나아갈 바를 보여주었다는 점을 높이 평가하였다. 2013년부터 이어진 보도는 조세 포탈에 대한 사회적 관심을 촉발하였고, 그동안 손을 놓고 있었던 금융당국이 조사하겠다는 방침을 밝히기도 하였다. 아직 조사를 제대로 하고 있다는 소식이 없으므로 이에 대한 추가보도로 사회적 관심을 환기할 필요가 있을 것이다. |
| 2017년 8회                            | 영화 <공범자들> 제작진 | <공범자들>은 ‘언론 회복 프로젝트’를 표방한 논픽션 다큐멘터리 영화로, 이명박-박근혜 정부 10년간 권력에 마취당해 입을 다물어 온 공영방송이 어떻게 대한민국을 좌초시켰는지 증언과 자료를 통해 생생하게 보여주었습니다. |
| 2017년 8회                            | 시사인 주진우 기자, <MB 프로젝트 탐사 보도> - 다스는 누구겁니까? | 지난 8월부터 본격적인 ‘MB프로젝트’를 시작해 ‘어젠다 세팅’에서 ‘어젠다 키핑’으로 이슈화하고 마침내 12월26일, 검찰로 하여금 ‘다스 횡령 관련 의혹 고발사건 수사팀’을 출범토록 하는데 성공함으로써 탐사보도의 금자탑을 세웠습니다. |
| 2017년 8회                            | JTBC 팩트체크팀 | 대선 후보들의 공약과 발언, 가짜 뉴스를 발 빠르게 판별해 시민들이 거짓에 휘둘리지 않고 합리적인 판단과 선택을 할 수 있도록 기여하였습니다. 언론의 신뢰를 높이고 민주적 공론장이 형성하여 민주주의의 토대를 튼튼히 하였습니다. |
| 2017년 8회                            | 비마이너(인터넷 독립언론), <선감학원 부랑인 피해 보도> 하금철 편집장 외 | 우리 사회의 약자인 장애인, 부랑인, 강제수용아동, 장애여성, 장애아동의 문제를 다루는 독립언론으로서 <비마이너>는 부랑아 강제수용시설 ‘선감학원’ 사건의 진상을 추적하여 해결과 치유의 길을 열고자 하였습니다. |
| 2017년 8회                            | 심사총평 | 한국언론진흥재단의 최근 보고서에 따르면 한국의 뉴스 신뢰도는 36개 조사 대상국 중 가장 낮은 23%로 나타났다. 36개국 평균은 43%였다. 세월호 참사에서 촉발된 ‘기레기’의 보통명사화, 대선 국면에서의 가짜뉴스 범람, 그리고 중국에서의 기자폭행 사건이나 제천화재 사건 등에서 나타난 민심을 보면 언론에 대한 신뢰는커녕 적개심까지 표출되고 있다. 23%도 감지덕지한 수준인지 모른다. 언론의 신뢰도를 분석한 다른 조사들에서도 공통적으로 나타나는 것은 JTBC의 약진과 KBS, MBC 등의 몰락이다. JTBC는 신뢰도뿐만 아니라 영향력, 열독률에서도 톱을 달리고 있다. JTBC는 ‘최순실 국정농단’에서 ‘태블릿 공개’를 통해 국민의 시선과 신뢰를 동시에 확보했다. 공영방송 KBS와 MBC는 올바른 정보 제공과 국민의 목소리를 대변하는데 실패했다. ‘가장 불신하는 언론매체’ 조사를 보더라도 MBC(22.4%), 조선일보(20.7%), KBS(9.7%), TV조선(7%) 순으로 나타났다. 언론재단 조사에서 또 주목해야할 것은 “논쟁에 휘말리기 싫어서 뉴스를 기피한다”는 응답이 36개국 중 가장 높은 비율(30%)을 보였다는 점인데, 이에 대해 언론재단은 “언론이 국민 갈등을 증폭시키고 있어, 갈등을 유발하는 뉴스를 공유하는 것에 대해 불편함을 느끼고 있다”고 풀이했다. 언론이 진영논리와 정파적 주장에 매몰되어 사회통합이 아니라 사회갈등의 진원지가 되었다는 것이다. 이런 결과들은, 우리 국민들이 언론의 존재이유에 심각한 경종을 울리고 있음을 보여준다. 그러나 “폭풍이 지난 들에도 꽃은 피어나고, 지진에 무너진 땅에서도 맑은 샘은 솟으며, 불에 탄 흙에서도 새싹은 돋아나는” 법이다. 세계에 유례없는 촛불집회와 정권교체, 적폐청산 과정에 언론들의 기여가 없었다고 할 수 없다. 주류언론들의 탁류를 조금이나마 맑게한 것은 일부 언론인들의 올곧은 투쟁과 팟캐스트, 대안언론, 독립언론들이었다. 언론에는 훼예포폄을 통한 질타와 격려의 힘이 있다고 한다. 상벌(賞罰)에는 더욱 격려와 광정의 힘이 있다. 우리가 시상하는 <미디어공공성포럼 언론상>은 “미디어 공공성 유지와 미디어를 통한 사회공공성 강화에 기여한 기사, 프로그램, 개인, 단체를 선정해 그 공로를 격려하고치하하고자 제정한 것”이다. 언론을 불신에 빠뜨린 탁류의 소용돌이를 직시하면서, 맑은 물줄기로 우리의 언로를 트여준 청류 언론, 청류 언론인들에게 감사와 존경을 담아, 2017년 수상작품을 발표한다. |
| 2018년 9회                            | 뉴스타파 가짜학회 취재팀 | 뉴스타파는 2018년 7월 19일 ‘’가짜학문' 제조 공장의 비밀'을 시작으로 독일 NRD 등과 함께 국제 협업 탐사보도 다큐멘터리 ‘와셋 관련 연속보도’를 통해 학술과 연구 분야의 비윤리적 활동을 고발하고, 잘못된 관행에 대한 반성과 개선의 기회를 제공한 바, 이는 미디어에게 요구되는 공공성 구현의 책무를 성실히 수행한 사례에 해당하여 미디어공공성포럼 언론상 수상작으로 선정됐음, 와셋(WASET, World Academy of Science, Engineering and Technology, WASET)은 학문적 신뢰성이 부족한 가짜 국제학술단체로서 비윤리적 학술대회 운영과 학술지 발행을 통해 학문의 발전을 저해하면서 영리를 추구하는데 뉴스타파는 ‘와셋 관련 연속보도’를 통해 한국인 교수와 연구자가 이와 관련된 행사와 논문에 지난 십여 년간 4천여 차례 참여했음과 이와 관련된 비용에 정부와 대학의 연구비가 사용됐음을 폭로하였음. 이 과정에서 정부와 국회, 대학, 연구기관 등은 문제의 심각성을 인식하고, 진상조사를 진행했고, 이른바 ‘가짜 학술대회’ 참가 등에 부정집행된 연구비의 회수 추진과 해외 연구 활동 개선 방침을 이끌어냄으로써 향후 교수와 연구자의 연구관행 정상화와 학문의 윤리성 회복에 기여하였음. 뉴스타파의 ‘와셋 관련 연속보도’는 자체 취재진과 해외의 탐사 언론팀의 국제 공조로 이루어진 다큐멘터리 보도로 학계와 연구계의 고질화된 악습과 관련자들에 대한 입체적이고 성실한 취재로 교묘하게 위장된 학계와 연구계의 비윤리적 행태를 고발하는 다수의 특종을 이끌어내면서 저널리즘의 공공성 구현과 신뢰 회복에 기여하였음. |
| 2018년 9회                            | 진실탐사그룹 <셜록> 박상규 | 진실탐사그룹 <셜록> 박상규 대표는 <뉴스타파>와 함께 ‘양진호 폭행’ 사건을 최초로 보도하여 한국 사회에 만연한 갑질 행태의 실체를 적나라하게 드러냈고, ‘무기수 김신혜씨 사건’, ‘약촌오거리 택시강도 살인사건’, ‘삼례 나라수퍼 강도치사 사건’ 등의 심층취재를 통해 진실을 알리고 재심을 이끌어냈다. 독립언론사를 만들어 탐사보도를 계속해나가며 미디어의 공공성을 실천하기 위해 노력하고 있는 점을 고려해 미디어공공성포럼 언론상 수상자로 선정함. |
| 2018년 9회                            | 팩트체크 미디어 뉴스톱 | 뉴스톱은 2017년 출범한 팩트체크 저널리즘과 맥락 저널리즘을 지향하는 인터넷미디어로 언론과 소셜미디어 등이 생산 유포하는 허위정보에 전문가 집단의 정밀한 팩트체크로 대응하고 있음. 펙트체크 전문미디어로 허위정보에 맞서 디지털시대 저널리즘의 가치를 지키고 있기에 뉴스톱을 미공포 언론상 수상자로 선정함. |
| 2018년 9회                            | 심사 총평 | 2018년 미디어의 언론 활동은 자유롭고 독립된 관점에서 사회의 다양한 문제점을 활발히 지적하고 개선을 촉구했습니다. 주요 특징은 주요 신문과 지상파 방송의 비판적 보도 활동이 국가적, 제도적, 거시 사회문화적 측면에서 양적으로 크게 증가한 것입니다. 하지만 상대적으로 미시 사회문화적 관행 속의 잘못된 일탈 현상과 숨겨진 억압 구조 등이 대규모 언론의 취재 보도에서 소홀하게 다루어졌습니다. 이런 가운데, 소규모 독립 언론과 탐사 언론인, 팩트체크 전문 미디어가 그동안 언론 활동에서 소외된 분야에 주목했습니다. 즉 ‘소독팀’(소규모 독립 언론팀)은 장기간 집중 취재를 통해 학계의 가짜 학술활동을 비롯해 조직 내 경영진의 폭력 행위, 거짓 뉴스의 실체를 폭로하고, 해결 방향을 제시하기 위해 끈질기게 천착하여, 사회적 공감을 확산시키고, 공론장을 형성함으로써 미디어 공공성 영역과 정신에서 사회와 언론을 병들게 하는 세균과 바이러스를 소독(消毒)하는 언론으로서 새로운 길을 개척했다고 할 수 있습니다. |
| 2019년 10회                           | 부산MBC 예산추적프로젝트 <빅벙커>/ 원혜영, 김경민, 한종철, 조혜민, 나예리, 박선영, 정지윤, 박치연 | 부산MBC의 <빅벙커>는 2019년 3월부터 방송된 예산 추적 프로젝트이다. 부산 시민의 세금이 사용되는 방식과 문제점과 관련해 예산의 과도한 사용을 지적하고 절감 가능성에 주목하는 등 흥미로운 방식으로 접근하여 시민들이 쉽게 알 수 있도록 제작하였다. 이 기획의 성과로는 15년간 지속된 민자도로 사업비 관행을 합리적으로 개선하고, 부산시와 16개 구, 군이 40년간 집행해온 특혜성 새마을 장학금 폐지, 기장군의 수상한 관급공사 계약에 대한 경찰 수사 착수 등 방송이 나간 후 시민단체와 지역 의회가 해결에 나서는 계기를 마련하였다. 지역사회에서 발생한 사안에 대한 단순한 문제 제기에서 한 걸음 더 나아가 실질적 변화를 만드는데 기여한 점을 높게 평가하였다. |
| 2019년 10회                           | TBS <TV민생연구소> | TBS의 <TV민생연구소>는 생활밀착형 프로그램으로서 서민과 사회적 약자의 목소리와 시선을 담고 구체적인 해결책을 모색하는 프로그램이다. ‘사회적 약자가 있는 곳엔 어디든 간다’는 캐치 플레이즈처럼, 정치, 사회, 경제, 문화 등 우리 주변의 이야기를 시민의 눈높이로 살펴보고, 우리 삶의 구조적 문제를 비판적으로 살펴보았다는데 의미와 가치가 있다. TBS의 <TV민생연구소>는 서민에 대한 따뜻한 시선으로, 그렇지만 사회적 문제해결을 위한 냉정하고도 비판적인 시선을 함께 담고 있기에 미디어공공성포럼 언론상에 부합한다. |
| 2019년 10회                           | 한겨레 <대한민국 요양보고서> 취재팀/ 권지담 이주빈 황춘화 정환봉 기자 | 한겨레신문의 기획기사 <대한민국 요양보고서>는 인권과 노동권, 존엄의 문제가 함께 얽혀있는 현장인 요양 현실에 주목한 탐사보도이다. 노동환경이 열악하다 못해 비참할 지경인 요양보호사들의 삶을 생생하게 기록하고 고발했다. 특히 기자들이 요양원 안의 실상에 직접 접근하기 어려운 까닭에 요양보호사 자격증을 취득하고 요양원에 취업한 것은 취재기자의 치열한 문제의식과 기자 정신이 아니면 엄두를 낼 수 없었을 사안이다. 우리사회가 가족이 맡아온 노인 돌봄을 요양보호제도로 떠넘기고 큰 관심을 두지 않았던 요양의 그늘을 사회적인 관심으로 부각시키고 논의를 이끌어낸 것은 이 기획기사의 의미 있는 성과이다. |
| 2019년 10회                           | <오마이뉴스> 김종술 시민기자 | 이명박 정부 당시 4대강 사업은 국토를 두 동강 낸다는 반대에 부딪힌 대운하 사업의 우회로였다. 수십조를 들인 토목공사로 각종 의혹을 받고 있다. 하지만 가장 큰 피해는 자연의 훼손이었다. 여름이면 녹조(라떼), 큰빗이끼벌레 등이 창궐하고, 흐르지 못해 고인 강물은 썩어 버렸다. 하지만 정부의 주장대로 4대강 사업을 미화했던 대부분의 언론은 이를 외면하거나, 일시적으로 다루고 말았다. 반면 10여년에 걸쳐 1,000 여 건의 기사를 통해 폐해의 심각성과 복원해야 할 필요성을 꾸준히 밝힌 언론인이 있다. 바로 ‘금강요정’이라 불리는 김종술 기자다. 4대강 사업 취재 이후 광고 압박을 받아 운영하던 언론사를 그만두면서도, 지금까지 시민기자로 언론인의 정신을 실천하며 사회변화에 기여한 점을 높게 평가했다. |
| 2019년 10회                           | 한빛미디어노동인권센터 | ‘한빛미디어노동인권센터’는 고 이한빛 PD의 유지를 이어받아 방송노동환경을 개선하기 위해 발족한 센터이다. 비록 설립된 지 얼마 되지는 않았지만 방송노동현장의 부조리한 실태를 고발하고 특히 비정규직 및 취약노동자들의 권익보호를 위해 미디어신문고를 운영하였으며, 드라마 세이프 캠페인 등을 수행해 왔다. 미디어공공성포럼은 한빛미디어노동인권센터의 활동을 지지하고 격려하는 의미에서 수상을 결정하게 되었다. |
| 2019년 10회                           | 심사 총평 정상윤(심사위원장), 김서중, 이진로, 이창현, 정연우, 정인숙 | 2019년은 3·1운동 100주년, 부마항쟁 40주년 등 국가적인 기념일이 많았다. 이에 따라 언론에서는 이와 관련한 역사 다큐멘터리와 기획보도를 중요하게 다루었다. 또한 한국사회의 정치, 경제적 이슈에 대한 보도와 뜨거운 논쟁도 1년 내내 지속되었다. 미디어공공성포럼은 제 10회 언론상 수상작(자)을 결정하는데 있어서 2019년 한국사회에서 크게 주목을 받은 주제보다는 꾸준하게 미디어공공성을 위해 노력한 기사나 프로그램, 개인, 단체에 비중을 두었다. 특히 이번 심사위원회에서는 수상작(자)에 대한 공모를 확대하였고, 이에 상당히 많은 후보가 추천되었다. 추천된 후보작(자)은 일반, 경제, 지역 부문 별로, 그리고 신문, 방송, 인터넷 등 매체 간에도 우열을 가릴 수 없을 만큼 경쟁이 치열했고 우수했다. 심사위원들은 미디어공공성을 위한 그들의 성실한 노력과 외침이 한국사회에 큰 울림이 될 것으로 확신하였다. 앞으로도 미디어와 사회 공공성과 관련하여 언론의 활동이 확대되기를 기대한다. |
| 2020년 11회 2월 17일                  | <경제 부문> KBS <시사기획 창> ‘론스타 17년, 원죄와 면죄부’/최문호, 송명희, 석혜원, 안용습, 김재현, 박혜숙, 성동혁, 이정숙                                                                                     | KBS ‘시사기획 창’이 2020년 8월 29일 방영한 ‘론스타 17년 원죄와 면죄부’ 편은 해외 투기자본과 정부의 공모 정황 그리고 정부의 비밀주의가 낳은 폐해를 다뤘다. 론스타는 2003년 외환은행을 인수하여 9년 동안 4조 6천억 원의 이익을 내고 2012년 매각했다. 론스타의 행태에 ‘먹튀’라는 비판이 잇달았다. 하지만 이에 그치지 않고 론스타는 한국 정부의 결정으로 손해를 입었다며 국제투자분쟁해결기구에 5조 6천억 원 규모의 ISD(투자자-국가간 분쟁)를 제기했다. 자칫하면 세금으로 물어줘야 할 사안이다. 하지만 대부분의 언론은 무심했고, 정부는 이와 관련 어떤 정보도 제공하지 않았다. 반면 ‘시사기획 창’은 분쟁기구에 제출한 준비서면과 론스타와 하나은행 간 상사중재 결정문을 몇 개월에 걸쳐 분석하여 정부의 거짓말, 론스타 게이트의 실체적 진실 등을 집중 취재 종합적으로 보도했다. 언론의 감시기능이 왜 필요한지 증명한 수작이다. |
| 2020년 11회 2월 17일                  | <노동부문> 포항MBC 특집 다큐멘터리 ‘그 쇳물 쓰지 마라’/장성훈, 양재혁 기자 | 2020년 12월 10일 방영된 포항MBC 특집다큐멘터리 ‘그 쇳물 쓰지 마라’는 수십년동안 묻혀 온 철강 노동자들의 직업병 실체, 포스코 인근 주민들의 환경성 질환, 포스코의 은폐 정황, 지자체와 지역 언론의 카르텔 등을 다룬 수작이다. 전국방송 편성을 요구한 시청자들, ‘포항MBC 응원합니다’ 손피켓 인증샷 올리기 챌린지 등에 힘입어 <MBC 네트워크 특선>으로 전국 편성되기도 했다. 노동과 경제와 환경, 자본과 권력과 언론의 관계, 시민사회의 참여와 연대 등 우리 사회가 천착해야 할 당대의 핵심이슈들이 오롯이 담겨 있다. 지역에 뿌리 내린 공영방송의 존재의의와 지역성 가치를 증명해 냈음에 틀림없다. 하지만, 공영방송임에도 광고에 의존할 수밖에 없는 척박한 현실에서 지역 토호와 자본권력에 맞선다는 것이 얼마나 힘겨운 일인가. 현재진행형의 힘겨운 싸움이지만, 그들만의 싸움이 아니라 우리 모두의 싸움이라는 사실을 새삼 확인해 본다. |
| 2020년 11회 2월 17일                  | <노동부문> 박정훈 라이더유니온 위원장 | 배달노동은 글로벌 플랫폼 기업의 세련된 마케팅과 AI 기술 뒤에 누구나 하고 싶을 때 할 수 있는 놀이, 개인 의지에 따라 고수익을 거둘 수 있는 자율적 노동으로 포장되어왔다. 배달노동은 시민들이 일상에서 가장 가깝게 볼 수 있는 노동이지만 정작 이 노동이 어떻게 이뤄지는지 알지 못했다. 박정훈 위원장은 노동자, 노동운동가뿐만 아니라 칼럼니스트로서 자신의 노동에서 길어올린 성찰이 담긴 글을 통해 화려한 수사와 깔끔한 기술 뒤에 가려진 플랫폼 노동의 현실을 드러내고 모든 노동에는 사람이 있다는 자명한 사실을 일깨워주고 있다. 그의 글은 플랫폼 기업의 책임을 환기시키고, 우리 사회가 사람과 기술, 나의 편리와 타인의 안녕에 대해 더 나은 방향으로 고민하게 하는데 큰 역할을 했다. |
| 2020년 11회 2월 17일                  | <젠더 부문> 한겨레21 ‘디지털 성범죄 끝장프로젝트 너머n’/한겨레21 장수경, 고한솔, 방준호 기자, 한겨레신문 오연서 기자                                                                                          | 한겨레21은 여성을 무자비한 착취 대상으로 삼은 ‘텔레그램 n번방’ 사건이 쉽게 잊히지 않게 관련 기록을 꾸준히 업데이트하는 디지털 아카이브 ‘너머n’를 만들었다. 디지털 성폭력은 소지, 시청, 판매, 유포, 제작 등의 각 단계가 종합돼 범죄를 구성하기 때문에 너머n은 범인들이 조직적인 범죄에 가담했음이 드러나게 성범죄 조직도를 그려 갈 것이다. 디지털성범죄의 해악을 알리고 피해자와 연대하며 우리 사회를 바꿔 나가는 승리의 기록이 꾸준히 축적되길 기대한다. |
| 2020년 11회 2월 17일                  | <지역부문> KBS창원 특집다큐멘터리 ‘소멸의 땅’/이형관, 이하우 기자 | 지방의 소멸은 먼 미래의 이야기가 아니라 이미 진행되고 있는 현실이다. KBS창원의 보도특집 다큐멘터리 ‘소멸의 땅’은 지방 소멸 문제의 현상과 원인을 진단하고, 대안을 제시하고자 하였다. 제작진은 3개월에 걸쳐 국내외 10여개 지역을 현장 취재해 사라질 위기에 처한 지역의 현실을 깊이 있게 다뤘다. 미디어의 공공성 측면에서 특정 지역에 대한 ‘지리적 지역성’을 넘어 ‘사회적 지역성’차원에서도 우리사회 전체의 위기로서 지방의 소멸이라는 화두를 던져준 뛰어난 프로그램이다. |
| 2020년 11회 2월 17일                  | 심사 총평 이창현(심사위원장), 김서중, 김수정, 이선민, 이진로, 정수영, 정인숙, 허찬행 | 미디어공공성포럼은 2008년에 창립된 이래 미디어 공공성을 높이기 위한 학술 및 참여 활동을 지속해왔다. 그 대표적인 활동 중의 하나가 미디어공공성포럼 언론상으로 올해로 11회를 맞이한다. 역사 속에서 전통을 마련해온 언론상인 만큼 올해도 미디어 공공성에 부합하는 후보 추천이 많았다. 심사위원 추천과 언론사 응모작을 포함하여 심사대상에 오른 후보작은 총 36건이었다. 추천대상으로는 전국의 신문사와 방송사의 뉴스와 프로그램 등이 포함되었다. 공고를 낼 당시 언론상 부문을 코로나19, 경제, 젠더, 지역으로 나누어 부문별로 1개씩의 후보를 선정하기로 하였다. |
| 2021년 제12회 시상일: 2022년 2월 17일 | <노동경제 부문> 뉴스타파 ‘판도라페이퍼스: 조세도피처로 간 한국인들 2021’ 김용진·홍우람·김지윤·강혜인·이명주·신영철·정형민·이상찬·최형석·김기철·오준식·윤석민·박서영·정지성·정동우·김강민·최윤원·이도현·허현재 | 벌써 10년이다. 2013년부터 조세도피처 이슈를 좇고 있는 뉴스타파의 보도 ‘판도라 페이퍼스’가 가리키는 진실은 지극히 상식적이다. 세금은 극심한 빈부격차와 사회적 불평등을 해소할 수 있는 공공 재원이고, 문명사회의 기둥이라는 것. 판도라 페이퍼스 보도는 세계 150개 매체 600여 명의 기자와의 협업, 1년에 걸친 21만개 문서 조사로 다 설명할 수 없는 ‘알려지지 않은 사물이나 사실 따위를 샅샅이 더듬어 조사한다’는 탐사보도의 전범을 일깨우고 있다. |
| 2021년 제12회 시상일: 2022년 2월 17일 | <청년 부문> CBS씨리얼 ‘용돈없는 청소년’ CBS디지털콘텐츠국 김지수 기자· 신혜림PD·박준형PD·황민아PD·박수정PD·심진수 PD                                                                                          | 심사위원 만장일치로 선정된 작품이다. 청년의 문제를 다루었을 뿐만 아니라 내러티브 저널리즘의 지평을 새롭게 개척한 6개의 동영상 시리즈물이다. 아직도 삶의 사각지대에 놓인 청소년이 많고 그들의 이야기는 기성언론에서 제대로 보도되지 않는다. CBS 유튜브채널 <씨리얼>의 기획 시리즈 ‘용돈없는 청소년’은 생계를 걱정하며 살아야 하는 10대들의 현실을 리얼하게 다루었다. <미디어오늘>의 이정환대표는 2021년 10월 개최된 <저널리즘의 미래 컨퍼런스>를 <신문과 방송>에 지상중계하면서 이 프로그램을 예시로 들면서 “사실의 힘을 드러내는 돋보이는 기획이었으며, 가난을 타자화하지 않으면서 뉴스의 사각지대를 파고들었다”고 평가하였다. 전적으로 동의한다. 특히 가장 많은 조회수를 기록한 ‘10대 때 받는 용돈 차이가 내 인생에 끼치는 영향’ 편은 사실의 힘을 드러내는데 당사자의 내러티브만으로도 충분함을 보여준다. |
| 2021년 제12회 시상일: 2022년 2월 17일 | <젠더 부문> 한겨레 ‘젠더데이터· 빈칸을 채우자’ 최윤아 기자 | 데이터 속에 숨겨진 젠더 편향과 차별을 드러낸 의미있는 기획이었다. 나쁜 데이터란 개별의 상황에 대한 무지이며, 관행을 답습하는 폭력이라는 점을 일깨워준 의미있는 취재였다. 데이터 저널리즘이란 보이지 않는 진실을 통계로 드러내고, 그 속에 담긴 진실과 마주하는 용기라는 것을 보여준 좋은 기획이었다. |
| 2021년 제12회 시상일: 2022년 2월 17일 | <코로나 부문> 경향신문 ‘감염병 시대, 집회의 미래’/ 오경민·민서영·이두리·이홍근·조문희 기자 | 코로나 팬데믹은 모든 사람의 삶을 어렵게 했지만 사회적 약자의 삶은 더욱 열악해졌다. 헌법이 보장하고 있는 집회의 자유는 약자가 세상을 향해 자신의 목소리를 전할 수 있는 마지막 수단이다. 경향신문 '감염병 시대, 집회의 미래'는 코로나 19로 기본권 행사가 어려워진 현실을 민주주의 관점에서 본질, 현상, 대안 모색과 그 한계를 잘 짚은 수작이었다. |
| 2021년 제12회 시상일: 2022년 2월 17일 | <지역 부문> 강원CBS ‘역세권 투기 의혹 연속보도’ / 진유정 기자·박정민 국장 | 지역 개발 정보를 이용해 전‧현직 공직자들이 이득을 본다는 심증과 소문을 방치하지 않고 끈질긴 현장 취재와 자료 분석으로 사실을 확인해 보도했다. 의혹에 그쳤을 토착비리를 수면 위로 드러내 전·현직 공무원에 대한 감사는 물론 정식 수사까지 이어지게 해 구체적인 변화와 개선방향을 논의하게 했다는 점이 주목할 만하다. |
| 2021년 제12회 시상일: 2022년 2월 17일 | <특별상 부문> 미디어오늘 ‘연합뉴스 등 기사형광고 실태 보도’ / 금준경·정민경·김예리·박서연 기자 | 정부의 예산이 투입되는 국가기간통신사가 광고비만 내면 홍보성 기사를 써서 네이버와 다음등 포털에 게재되도록 하는 것은 미디어 공공성을 훼손하는 대표적인 사례이다. 미디어 오늘은 지속적인 보도로 연합뉴스측이 광고성기사를 삭제하고 사과하도록 하였으며, 포털에 한달간 연합뉴스기사를 송출하지 못하도록 하는 결정을 이끌어냈다. 상업성 광고가 기사처럼 유통되고 있는 현실 속에서 미디어의 공공성을 일깨워준 의미있는 기사이다. |
| 2021년 제12회 시상일: 2022년 2월 17일 | <특별상 부문> KBS 다큐인사이트 기후변화 특별기획 4부작 ‘붉은 지구’ / 구상모 PD·장강복 PD | 기후변화 문제의 심각성을 제대로 인식시키고 전지구적 협력의 필요성을 심도있게 분석한 수작이다. 4부작 연속시리즈를 통해 다양한 국내외 사례를 설득력 있게 제시했으며, 탄소세 도입 등 세계경제규범이 새롭게 구성되고 있는 현실 속에서 우리 사회가 나가야 할 정치경제적 지향점을 분명하게 보여주었다. 4부에서 ‘청소년기후행동’ 단체가 기후위기에 소극적으로 대응하고 있는 정부에 대해 위헌소송을 제기한 배경 부분은 큰 울림을 준다. 이번 수상을 통해 기후변화 문제에 대해 사회구성원들의 적극적 관심을 환기시키고 제대로 된 정책대응이 신속하게 이루어지는 계기가 되기를 바라며 특별상으로 선정하였다. |
| 2021년 제12회 시상일: 2022년 2월 17일 | 심사총평 정인숙(언론상 심사위원회 심사위원장), 김서중, 이창현, 남인용, 신정아, 김수정, 이선민 | 2021년 한해의 언론활동작을 대상으로 심사한 제12회 미디어공공성포럼 언론상 심사대상 후보작으로는 심사위원 추천과 언론사 응모작을 포함하여 총 43건이 1차 선정되었다. 이중 7편의 작품을 최종 선정하였다. 선정분야는 노동·경제, 젠더, 지역 부문 외에 특별히 청년과 코로나, 특별상 분야를 추가하였다. 청년 부문은 급격한 사회변화 속에서 미래세대가 처한 구조적 현실과 고민 등을 주목하는 언론 활동에 의미를 부여하기 위함이며, 코로나 분야는 2020년 1월부터 시작되어 수년째 계속되고 있는 전세계적 펜데믹 상황에서 구조화되고 있는 사회변화를 주목하기 위함이다. 특별상의 경우 환경문제와 언론문제를 심도있게 다룬 두 편의 작품을 선정하였다. 아쉽게 수상작에 포함되지는 못했지만 놓치고 싶지 않은 작품들이 적지 않았다. 특히 노동부문에서 간접고용 노동자들의 중간착취 문제를 다룬 <한국일보>의 ‘중간착취지옥도’, 젠더부문에서 <한겨레21>의 ‘죽을 만한 일은 없었다 페미사이드 500건 분석’, <한국일보>의 ‘트랜스젠더, 의료는 없다’, 코로나 부문에서는 <부산일보>의 ‘늦은 배웅-코로나 19 사망자 애도 프로젝트’, 지역부문에서는 <KBS창원>의 ‘투기 아니라던 강기윤의원 1년만에 30억원 차익’ 등이 최종까지 경합을 다툰 수작들이다. |
| 2022년 제13회 시상일: 2023년 2월 17일 | KNN 김민욱 외 ‘영업비밀에 가려진 화학물질 독성 단독 기획보도’ | 기후위기와 환경문제는 지역과 국경을 초월해 이 시대의 지속가능성을 위협하는 가장 중요한 이슈다.지금 우리와 매우 가까운 곳에서 우리와 이웃의 생명과 건강에 피해를 주는 심각한 사안이다. KNN의 ‘영업비밀에 가려진 화학물질 독성’의 위험에 대한 17회 연속보도는 노동자 급성중독 사건에서 나타난 화학물질성분의 허위작성을 비롯해 필수 배기장치를 허술하게 관리하고, 화학물질 안전 관리 제도의 허점이 폭넓게 존재하고,화학물질을 관리하는 체계와 제도가 미흡한 실태 등을 끈질기게 파헤쳤다.이러한 연속보도는 단발성 보도에서 기대하기 어려운 사회적 반향을 가져왔다. 즉, 화학물질의 독성 은폐에 따른 노동자의 피해 상황이 심각하다는 사회적 인식을 확산시키고, 실질적인 대책 모색의 계기를 마련한 것. 또한 지역미디어가 지역사회의 환경보호와 노동자의 건강 위협 문제 해결에 적극적으로 나서는 환경감시 보도에 충실한 것은 방송의 지역성과 공공성에 부합하는 점에서 의미가 있다. 요컨대 ‘영업비밀에 가려진 화학물질 독성’단독 기획보도는 지역에서 발생한 노동자의 화학물질 독성 중독 사고 현상의 이면에 숨겨진 진실을 과학적 시각에서 심층적으로 탐구하고 대책을 제시하는 추적보도로 언론과 기자에게 요구되는 미디어 공공성 정신의 실천에 해당한다. |
| 2022년 제13회 시상일: 2023년 2월 17일 | 뉴스타파 봉지욱 기자 ‘대장동 검찰 수사 탐사보도’ | 대장동은 성남시가 택지개발 사업을 추진하면서 화천대유라는 특정회사에 개발이익이 돌아가게 되어 각종 의혹이 불거진 사건이다.검찰의 수사와 재판이 진행되면서 유력 언론인,법조인,정치인들이 복합적으로 연루되어 있고, 개발 수익금을 환수했으나 한편으론 환수액을 제외한 막대한 이익이 특정회사에 돌아갔다.사업추진의 지자체, 개발의 설계자, 막대한 이익을 취득한 개발사가 복잡하게 연관되어 사건이 복잡한데다가 관련된 인물이 사회적 엘리트들이며 작은 지분의 회사에게 수천 억원의 막대한 이익이 발생했다는 점에서 시민들은 그 규모에 놀랐다.또한 수사 과정이 공정하게 진행되고 있는 지에 대해서도 많은 논란을 낳았다.사회적 환경을 감시하는 언론과 기자에게 정확한 취재와 보도는 제일의 임무이다.복잡한 사건의 진실이 무엇인지 시민은 직접 알기 어렵기 때문이다.기자가 사건을 취재하고 보도하면서 자연스럽게 아젠다가 형성된다.그런데 한 사건을 지속적으로 추적하기는 더 어렵다.이런 점에서 대장동의 숨겨진 진실을 향한 봉지욱 기자의 끈질긴 탐사적 보도는 빛이 난다. 2022년 한 해 동안 수많은 보도가 있었지만 대장동의 실체적 진실을 객관성있게 지속적으로 시민들에게 전달하기 위한 봉기자의 보도는 미디어의 공공적 역할이라는 점에서 그 의미가 높고도 깊다.대장동에 대한 시민들의 공적 관심을 유지하고 미디어 공공성에 부합하는 저널리즘 실현을 응원하며 박수를 보낸다. |
| 2022년 제13회 시상일: 2023년 2월 17일 | 동아일보 원대연 기자 ‘尹“내부 총질이나 하던 당 대표 바뀌니 달라져”’ | 한 장의 보도사진이 많은 것을 얘기해 준다는 사실을 우리는 잘 알고 있다. 2022년에도 많은 보도사진이 있었다. 그 가운데서도 정치적 격랑이 심했던 2022년,국회 본회의장에서 국민의힘 권성동 원내대표가 윤석열 대통령과 주고받은 휴대전화 “내부 총질” 문자메시지 화면을 포착한 원대연 기자의 보도사진은 국내 정치 현실의 일단을 정확히 확인시켜 주었을 뿐 아니라,그 이후의 정부 여당 권력투쟁에도 실제 많은 영향을 미쳤다고 할 수 있다. 이 보도사진은 그 전에 잘 드러내지 않았던 윤석열 대통령의 이준석 당 대표에 대한 인식을 분명하게 확인시켜 준 것이었고, 이로 인해 대통령과 국민의힘 당 대표 간의 갈등이 더욱 본격화하는 하나의 계기가 되기도 했다.그 이후의 정치 상황 변화에도 큰 영향을 주었다.우연한 기회였지만 결정적 순간을 놓치지 않고 포착한, 언론의 가장 기본적인 기능의 하나인 환경감시기능을 충실히 수행한 훌륭한 보도사진이었다고 할 수 있다.남북정상회담 관련해서 2019년에 한국보도사진전 대상을 받았던 원대연 기자의 저력이 다시 한 번 재확인된 작품이었다고 할 수 있겠다. |
| 2022년 제13회 시상일: 2023년 2월 17일 | KBS홍사훈 기자 ‘도이치모터스 주가조작 의혹/ 제7광구 대륙붕 개발 보도’ | 도이치모터스 주가조작 의혹에 대한 특검 추진에 세간의 관심이 집중되고 있다. 김건희 여사의 주가조작 관련 의혹이 세상에 크게 알려진 데에는 2013년 경찰청 중대범죄수사과에서 작성한 내사보고서에 대한 KBS 홍사훈 기자의 보도가 중요한 역할을 했다. 홍사훈 기자는 2020년 내사보고서 보도 이후 2023년 현재까지, 권력의 핵심으로 떠오른 김건희 여사의 주가조작 연루 의혹을 꾸준히 취재하고 보도함으로써, 권력 감시라는 기자 본연의 임무를 충실히 수행하는 모습을 보여주었다. 또한 석유와 천연가스가 매장되어 있을 가능성이 높은 대륙붕 7광구 한일 공동개발 이슈를 보도하여 국민의 알권리를 일깨웠으며, 국가 차원의 적극적인 대응의 필요성을 널리 알리는데 이바지하였다. 특히 홍사훈 기자는 다양한 연령층이 시청하는 유튜브 채널에 출연하여 해당 이슈들을 친근감 있고 알기 쉽게 설명해줌으로써 정치 저관여층의 관심을 이끌어내는 노력을 몸소 실천하였다. 31년 경력의 언론인으로서, 엘리트 기자라는 이미지의 장벽을 허물고, 뉴미디어 시대의 변화를 적극 수용하여, 열린 자세로 소통하는 언론인의 모습을 스스로 보여주었다고 평가할 수 있다. |
| 2022년 제13회 시상일: 2023년 2월 17일 | 심사총평 심사위원장 강상현 심사위원 남인용, 신동진, 이영희, 이진로, 최경미, 최은경 | 2022년에도 많은 일과 그에 대한 여러 언론 보도가 있었습니다. 모두 7인으로 구성된 제13회 언론상 심사위원회에서는 각 언론사와 언론단체, 회원들의 추천으로 올라온 보도물과 여러 언론 관련 협회와 시민단체에서 이미 수상작으로 선정된 보도물들을 대상으로 모두 세 차례의 심사를 거친 결과, 올해의 언론상 수상작 또는 수상자를 결정하게 되었습니다. 특별한 별도의 영역 구분 없이, 언론 본연의 기능인 공공성과 공익성 구현에 얼마나 기여했는가를 기준으로 삼았습니다. 먼저 동아일보 원대연 기자가 보도한 ‘尹 “내부 총질이나 하던 당 대표 바뀌니 달라져”’사진 기사는 국회 본회의장에서 찍은 한 장의 보도 사진으로 한국 정치 현실의 단면을 국민들이 정확하게 이해하는 데 크게 기여함으로써 언론인의 기본 사명인 권력과 환경 감시기능을 모범적으로 수행하였다는 평가를 받았습니다. KNN 김민욱 기자 등의 ”영업비밀에 가려진 화학물질 독성“ 기획 보도는 환경문제가 계속 강조되고 있는 시기에 화학물질의 허술한 관리로 발생한 노동자의 집단중독 사고에 대한 과학적 시각의 연속 추적보도를 통해 노동환경 개선과 산업재해 방지를 강조함으로써 미디어 공공성 제고에 크게 기여하였다고 보았습니다. 뉴스타파 봉지욱 기자는 객관적이고 지속적인 탐사보도를 통해 복잡하게 얽혀 있는 대장동 사건의 실체적 진실을 밝혀내기 위해 꾸준히 노력하였다는 점에서 높은 평가를 받았습니다. KBS의 홍사훈 기자는 장기간에 걸쳐 김건희 여사의 도이치모터스 주가 조작 연루 의혹에 대해 꾸준히 취재 보도하고 있을 뿐 아니라 대륙붕 7광구 등에 대한 끈질긴 보도로 천연가스와 석유 매장 가능성과 이를 둘러싼 외교 문제 등을 지속적으로 이슈화함으로써 미디어 공공성 구현에 크게 기여하고 있다는 평가를 받았습니다. |
| 2023년 제14회 시상일: 2024년 2월 21일 | 검찰 예산 검증 공동취재단 | 특수활동비 등 검찰 예산 검증 공동취재단의 보도는 5개 언론사와 3개 시민단체가 협업하여 권력기관 감시라는 언론 본연의 역할을 성공적으로 수행한 모범적 사례이다.독립언론과 공영방송, 시민단체로 구성된 검찰 예산 검증 공동취재단은‘뉴스타파’, ‘뉴스하다’, ‘뉴스민’, ‘부산MBC’, ‘경남도민일보’와 ‘세금도둑잡아라’, ‘투명사회를위한정보공개센터’, ‘함께하는시민행동’이 참여했으며, 지난 2023년7월부터 수개월 동안 전국 67개 검찰청을 돌며 받아낸 10만 장이 넘는 복사본 자료를 일일이 스캔하고 입력하며 가려져 있던 특활비 수령인과 집행 사유들을 끈질기게 추적하고 밝혀냈다. 공동취재단은 뉴스타파에 대한 검찰의 압수수색이란 위기에도 굴하지 않고 하나로 연대하여 검찰 특수활동비 사용 실상을 검증 보도하는 쾌거를 이루었다. 특히 그 어느 때보다 검찰이 강한 권력이라고 평가받는 요즘, 공동취재단은 좌고우면하지 않고 언론인의 기본 사명인 권력 감시의 모범을 보여주었다고 할만하다. 공동취재단의 노력은 국가 예산에 대한 시민들의 관심을 이끌었고, 그 결과 2024년 검찰 특활비 예산이 10%감액되었으며, 검찰 특수활동비 지침을 공개하겠다는 법무부의 약속을 받아내었다. 그간 비공개로 가려져 있던 검찰 특활비 문제를 지속적으로 이슈화함으로써 예산 집행의 투명성 구현에 크게 이바지하였다. 공익적 저널리즘 실현에 앞장선 검찰 예산 검증 공동취재단에 존경의 마음을 담아 박수를 보낸다. |
| 2023년 제14회 시상일: 2024년 2월 21일 | MBC 나세웅, 김상훈, 손구민, 정상빈, 김지인 기자 ‘이태원 참사1만2천쪽 수사기록 연속보도’ | MBC는 10.29 이태원 참사1년을 앞두고 1만2천 쪽에 달하는 수사기록을 분석 보도하면서 이태원 참사가 핼러윈 행사 참여자의 잘못이 아닌 국가의 책임임을 보여주었다. 방대한 기록 속에서 위험을 신고하면 국가가 도와줄 것이라는 국민의 당연한 신뢰가 깨진 이유를 살펴보았다. 책임을 부정하는‘책임자’들,관련 공무원의 거짓 진술, 관료주의적 조직의 경직성, 매뉴얼보다 관행을 앞세우는 편의주의적 사고, 국민의 안전보다 우선했던 집회 관리 등 수사기록 속에서 참사를 막을 수 없었던 이유를 찾아내었다. 그리고 진상조사와 안전대책 마련 등 우리 사회가 제대로 대응하지 않으면 국가의 부재 속에서 또 다른 참사가 있을 수 있음을 성찰케 했다. 진실 추구와 해법 모색에 기여하는 언론의 존재 이유를 다시 한번 깨닫게 하는 수작이었다고 평가한다. |
| 2023년 제14회 시상일: 2024년 2월 21일 | KBS대전 백상현, 신유상, 박평안 기자 ‘도립요양원 학대 행정처분 추적보도’ | 아이는 성장하면서 보호자의 손이 덜 간다. 하지만 노인은 시간이 지나면 손이 더 가게 마련이다. 이 점에서 노인 보호는 더 어려운 면이 있고,관련 문제도 정말 복잡할 수 있다. KBS대전은 2023년9월12일에 ‘도립 요양원 학대’ 문제를 처음 보도한 이후, 3개월 동안 5차례에 걸쳐 이 사건을 심층 조명하여, 이 문제를 공론화하고 경찰 수사, 도지사의 사과 및 행정조치로 이어지게 하였다. 이는 높이 평가되어 마땅하다고 생각된다. |
| 2023년 제14회 시상일: 2024년 2월 21일 | 방송통신심의위원회 150인 | 김만배·신학림 녹취 인용 보도를 계기로 지난해 9월26일 방송통신심의위원회(이하 ‘방심위’)가 졸속으로 설립한 ‘가짜뉴스 신속심의센터’의 파행적인 운영 실태를 고발한 4명의 센터 소속 직원들의 항거에 연대해, 150명의 (평)직원은 센터의 역할에 대한 사회적 합의와 충분한 검토를 요구하며 연대 서명부에 이름을 올렸다. 동료가 겪는 부당함을 외면하지 않고 적극적으로 공감하고, 불의를 바로잡기 위해 보여준 저항의 연대는 각자도생과 민주주의 퇴행으로 어둠 속에 갇힌 우리 사회를 밝히는 희망의 불꽃과도 같다. |
| 2023년 제14회 시상일: 2024년 2월 21일 | 심사총평 심사위원장 김수정, 심사위원 김서중, 김소형, 이영희, 이윤복, 최은경 | 심사위원은 미디어 공공성을 지키고 확대하는 언론(미디어)의 역할 자체가 중요하다는 점을 강조하면서, 권력이 법과 공정성으로 언론의 비판 기능을 위축시키고 탄압하는 어려운 시기에 개인과 집단이 보여준 용기 있는 행동에도 주목할 필요가 있다고 봤다. 심사위원 추천과 언론사 응모작, 회원 추천을 검토하고 총23건을 1차 선정했으며, 이 중 본상과 특별상을 구분하여 최종으로 4개의 수상작을 결정했다. 아쉽게도 수상작에 포함되지 못했지만 MBC PD수첩의 ‘신 사채시장’,한겨레 ‘준공영제 버스 삼킨 사모펀드’, 경남신문 ‘우리동네 해결사 자처한 작은 언론 기적’, KBS ‘정순신 변호사 자녀 학교폭력 소송전 연속보도’, 뉴스타파와 MBC에서 보도한‘류희림 방송통신심의위원장 청부민원 의혹 보도’ 등은 최종까지 치열한 경합을 다툰 수작이었음을 밝혀둔다. |
| 2024년 제15회 시상일: 2025년 2월 27일 | <특별부문상> 영남일보 ‘대통령 탄핵 관련 호외 2회 발행’ (영남일보 편집국) | 12·3내란사태로 온 국민이 혼란의 시간을 보내고 있는 가운데 <영남일보>는 지역의 정론지로서 민주주의 수호에 앞장섰다. 대통령 탄핵과 관련해 모두가 잊고 있었던 호외를 두 차례나 발행하여 신문의 존재 이유를 확인시켰다. 이뿐만 아니라 대구경북(TK) 지역의 다양한 목소리를 반영함으로써 민주적 여론형성에 기여했다. 특히 TK지역의 집단정서와 정치적 이해관계에서 벗어나 국가 위기 상황에서 언론의 올곧은 정도를 지켰고 TK지역 시민이 ‘시대정신’의 큰 흐름에 합류할수 있도록 새길을 열었다. |
| 2024년 제15회 시상일: 2025년 2월 27일 | <특별부문상> 뉴스토마토 『김건희 ‘공천개입’ 의혹 및 명태균 게이트』 연속보도 (김진양, 박현광, 유지웅, 한동인 기자)                                                                                            | <뉴스토마토>는 대통령실의 기자 고발 등 정치 권력의 언론에 대한 재갈 물리기, 이른바 ‘입틀막’에도 불구하고 『김건희 여사 ‘공천개입’ 의혹과 명태균 게이트』를 끈질기게 추적 보도하였다. 이를 통해 진실 추구라는 저널리즘의 가치를 구현했을 뿐 아니라 권력의 감시와 견제라는 언론인의 기본 사명에 충실했다. 그럼으로써 현재 풍전등화와 같은 위기에 처한 한국의 민주주의를 지키는데 앞장섰다는 점에서 그 의미가 크다. |
| 2024년 제15회 시상일: 2025년 2월 27일 | 진실탐사그룹 셜록 ‘범인은 서울대에 있다’ 연속보도 (박상규 기자) | 진실탐사그룹 <셜록>의 ‘범인은 서울대에 있다’ 시리즈는 딥페이크를 활용한 디지털 성범죄의 심각성이 한국 사회에 널리 알려지기 전인 2024년 1월 이른바 ‘서울대 딥페이크’ 사건을 최초로 발굴해 보도했다는 점에서 큰 의의가 있다. 또한 전통적 기사 양식을 탈피해 피해자들이 직접 범인을 추적하는 이야기를 중심으로 기사를 작성해, 독자들이 디지털 성폭력 피해자들의 고통에 공감할 수 있게 했고 디지털 성폭력 대응 방안 개선에 대한 사회적 관심을 환기시켰다는 점에서 뛰어난 저널리즘적 성취를 보여줬다. |
| 2024년 제15회 시상일: 2025년 2월 27일 | 시사IN ‘세월호 10년: 100명의 기억’ (박미소, 신선영, 이명익, 조남진 기자) | <시사IN>의 ‘세월호 10년: 100명의 기억’은 세월호 10주기를 맞아 100일 동안 100명의 사람들을 직접 만나 그들의 기억과 목소리를 담아냈다. 세월호 참사의 생존자와 피해자 유가족뿐 아니라 관련 활동가와 노란 리본을 달고 다니는 시민에 이르기까지 우리 사회 각계의 사람들의 이야기를 담아내는 것은 희생자를 다함께 추모하는 의미를 가질 뿐 아니라, 참사에 대한 사회적 기억을 확장한다는 점에서도 큰 의미가 있다. 또한 100명이 지닌, 지난 10년의 기억을 살펴본다는 것은 우리 사회가 어디에 있고 어디로 향하고 있는지 성찰할 수 있는 단초를 제공한다는 점에서도 의미를 찾을 수 있다. |
| 2024년 제15회 시상일: 2025년 2월 27일 | JTBC 밀착카메라 취재팀 (뉴스콘텐트국 밀착부) | <JTBC>의 밀착카메라 취재팀은 틀에 박힌 뉴스가 아니라 현장으로 직접 가서 보고, 듣고, 말하고, 느끼는 리포트를 10년 넘게 지속해옴으로써 현장 밀착형 탐사 뉴스 형식을 발전시켰다. 예컨대 설악산 119 산악구조대를 따라 구조 현장을 가고, 북촌한옥마을 관광객 통행 금지 현장 관리 요원이 되어보기도 했다. 북한과의 접경 지역에서 대남방송에 잠을 설치는 주민들의 고통을 체감했고, 트랙터 상경 시위대와 함께 고속도로를 달리기도 했다. 이처럼 현장에서 발로 뛰어 직접 체험하고 만난 사람들의 생생한 목소리를 전달함으로써 현안을 전체 그림 속에서 올바로 바라볼 수 있도록 도왔다는 점에서 그 의미가 크다. |
| 2024년 제15회 시상일: 2025년 2월 27일 | 심사총평 심사위원장 신동진, 심사위원 김성해, 김소형, 김수정, 박영흠, 방희경 | 올해는 12·3비상계엄사태 이후 우리 사회의 민주주의 위기 극복을 위해 헌신한 언론(인)에 대해 <특별부문상>을 선정해 각별한 격려와 응원을 보내고자 했습니다. 그리고 우리 사회의 공익성 강화와 진실 추구를 위해 부단히 노력한 언론에 대해서는 <본상> 수상작으로 선정했습니다. 예컨대 딥페이크기술을 악용한 디지털 성폭력 사건을 최초로 보도해 공론화시켰고, 세월호 참사 희생자들을 추모함으로써 사회적 기억을 재구성하고 우리 사회의 안전장치 강화를 촉구했으며, 10여년간 현장에서 직접 체험하고 만난 사람들의 생생한 목소리를 전달함으로써 현장밀착형 탐사뉴스 형식을 발전시켰습니다. 2024 미디어공공성포럼 언론상 수상작 선정을 통해 민주주의 위기 상황에서도 한 치의 흔들림 없이 권력 감시와 진실 추구라는 언론(인) 본연의 역할에 충실함으로써 미디어공공성 향상에 기여한 수상자 여러분 모두에게 아낌없는 격려와 응원을 보냅니다. |

## 미디어공공성포럼 특별상
- 2012년 3회 tvN SNL코리아 <여의도 텔레토비 리턴즈>*[7]

 “정치권의 현안과 화제를 시청자의 시각에 맞춰 재미있게 전달함은 물론, 다섯 명의 등장인물을 통해 현실 정치에 대한 감각적이고도 날카로운 풍자를 시도하는 등 기존 방송이 껄끄럽게 생각할 수 있는 주제를 과감히 다룸으로써 새로운 정치풍자 프로그램의 지평을 열었다”

### 미디어공공성포럼 저술
- <미디어공공성>(커뮤니케이션북스, 2009)
- <한국 사회와 미디어 공공성: 쟁점과 전망>(한울, 2012)